# Однооб'єктивна дзеркальна камера
Однооб'єктивна дзеркальна фотокамера — фотокамера, особливість якої полягає в використанні дзеркального механізму, що забезпечує постійне візирування об'єкта зйомки безпосередньо через об'єктив камери. На поточний момент є одним із найпоширеніших типів фотокамер формату 135 та APS. Часто такі камери називають англомовною абревіатурою SLR (Single-Lens Reflex Camera).

Оптична схема однооб'єктивної дзеркальної фотокамери. 1—об'єктив, 2—дзеркало, 3—затвор, 4—світлочутливий елемент, 5—матове скло, 6—лінза, 7—пентапризма, 8—окуляр

У однооб'єктивних дзеркальних камерах використовується єдиний оптичний тракт створення зображення, що направляється після об'єктиву за допомогою рухомого дзеркала (інколи розділяється за допомогою фіксованого напівпрозорого дзеркала). Коли дзеркало знаходиться у нижньому положенні, світловий потік проходить крізь об'єктив та створює зображення на матовому склі після чого воно проектується за допомогою пентапризми або пентадзеркала у видошукачі, це зображення і бачить фотограф. В момент натискання на спуск дзеркало на короткий час підіймається у верхнє положення і зображення проектується на світлочутливий елемент. Важливо, що обидва зображення є майже ідентичними, що є найбільшою перевагою дзеркальної оптичної схеми. Фотограф має змогу отримувати на знімку саме той кадр, який він бачив у момент зйомки. На жаль, саме дзеркало і є найслабкішим елементом такої камери. По-перше, дзеркало має працювати швидко, тихо і передавати на корпус камери якнайменше вібрацій. По-друге, механізм підняття та опускання дзеркала має бути дуже надійним, а значить відносно важким. По-третє, наявність дзеркала не дозволяє суттєво зменшити розміри корпусу камери (хоча, для багатьох це не є недоліком, оскільки маленьку камеру важче зафіксувати в долоні фотографа).
Крім такої конструкції камери, можуть бути й інші варіанти, наприклад у камерах Olympus E-300, E-330 та деяких інших дзеркало обертається не навколо горизонтальної, а навколо вертикальної осі, і фокусувальний екран (матове скло) знаходиться не над світлочутливим елементом, а збоку від нього.
У фотокамерах середнього та великого форматів пентапризма може бути відсутньою (візування безпосередньо по матовому склу), чи бути змінною, у тому числі із вбудованим експонометром.
Також часто у бюджетних камерах пентапризму замінюють на більш дешеву склейку дзеркал.
Більшість однооб'єктивних дзеркальних камер дозволяють змінювати об'єктив, який приєднується до камери за допомогою байонетного чи різьбового з'єднання